# Glover Trophy
De Glover Trophy was een autorace op het Engelse Goodwood Circuit. De race maakte in 1949 deel uit van het grand-prixseizoen en was tussen 1950 en 1965 ook een niet-kampioenschapsronde in de Formule 1.
In de editie van 1962 vond een incident plaats met Stirling Moss, die hierdoor zijn Formule 1-carrière moest beëindigen.

## Winnaars van de grand prix
- Hier worden alleen de races aangegeven die plaatsvonden tijdens de grand-prixseizoenen tot 1949 en Formule 1-races vanaf 1950.

| Jaar | Coureur               | Constructeur | Locatie  | Verslag |
| ---- | --------------------- | ------------ | -------- | ------- |
| 1965 | Jim Clark             | Lotus        | Goodwood | Verslag |
| 1964 | Jim Clark             | Lotus        | Goodwood | Verslag |
| 1963 | Innes Ireland         | Lotus        | Goodwood | Verslag |
| 1962 | Graham Hill           | BRM          | Goodwood | Verslag |
| 1961 | John Surtees          | Cooper       | Goodwood | Verslag |
| 1960 | Innes Ireland         | Lotus        | Goodwood | Verslag |
| 1959 | Stirling Moss         | Cooper       | Goodwood | Verslag |
| 1958 | Mike Hawthorn         | Ferrari      | Goodwood | Verslag |
| 1957 | Stuart Lewis-Evans    | Connaught    | Goodwood | Verslag |
| 1956 | Stirling Moss         | Maserati     | Goodwood | Verslag |
| 1955 | Roy Salvadori         | Maserati     | Goodwood | Verslag |
| 1954 | Reg Parnell           | Ferrari      | Goodwood | Verslag |
| 1953 | Ken Wharton           | BRM          | Goodwood | Verslag |
| 1952 | José Froilán González | Ferrari      | Goodwood | Verslag |
| 1951 | Birabongse Bhanubandh | Maserati     | Goodwood | Verslag |
| 1950 | Reg Parnell           | Maserati     | Goodwood | Verslag |
| 1949 | Reg Parnell           | Maserati     | Goodwood | Verslag |